# Европска банка за обнову и развој
Европска банка за обнову и развој (енгл. European Bank for Reconstruction and Development; EBRD) основана је 15. априла 1991. године са седиштем у Лондону, у циљу олакшавања транзиције седам централно-планских привреда бивших социјалистичких република (Бугарска, Чехословачка, Мађарска, Пољска, Румунија, СССР и СФРЈ) на тржишну привреду. Највећи део њених средстава усмерава се на зајмове за приватизацију. Услов за њихово коришћење је поштовање „људских права“, развијање вишепартијске „демократије“, изградња правне државе и тржишна оријентација. Чланице EBRD су 62 земље.

## Историја
Смештена у Лондону, EBRD је на почетку имала за циљ да се фокусира на прелазак са централно планиране економије на тржишну економију у земљама централне и источне Европе улагањем у приватни сектор, углавном банке, индустрије и предузећа, и промовисањем политика које их фаворизују. Настала је као резултат завршетка Хладног рата због посебних питања у вези са постојећим међународним системом, историјским и политичким контекстом у то време. Штавише, њене земље приматељице морале су да осигурају да ће радити на „вишепартијској демократији и политичком плурализму“ што се сматрала као једном од главних посебности EBRD-а по чему се разликовала од других финансијских институција. Прво, оно што су посебно заговарали европски политички актери као што је француски председник Митеран 1989. године, идеја о стварању ове финансијске институције која би укључивала европске земље започела је пре пада Берлинског зида. Пријем овог предлога је био ублажен у зависности од земље, на пример, наишао је на непријатељство Британаца, док су Французи били важни заговорници пројекта и утицали на процес. У јануару 1990. године започели су преговори о циљевима EBRD, њеној политици кредитирања јавног и приватног сектора и укључили су све тадашње земље ЕУ, као и разне друге европске земље, неевропске земље и представнике ЕУ и Европске инвестиционе банке. Совјетски Савез је у том процесу представљала сопствена делегација и тако је учествовала у преговорима као и САД. Касније, због неслагања око политичких и економских циљева институције, укључивање Совјетског Савеза је било угрожено. Сматран као кратка рунда преговора, споразум (из разлога који се односе на ситуацију у Источној Европи и талас приватизације широм Европе) који је довео до његовог стварања потписали су 29. маја 1990. актери попут 40 држава, као и две европске организације и до марта 1991. године остварени су први учинци када је банка отворена. Стварање EBRD је довело до финансирања различитих пројеката у годинама након њеног првог рада, на пример, 1992. године било је двадесет пројеката у којима је EBRD обезбедила финансирање у вредности од 2,1 милијарду ЕЦУ.

## Управа
Подељена између свог седишта у Лондону и теренских канцеларија које се налазе на другим местима, Европска банка за реконструкцију и развој се састоји од трослојне структуре која се састоји прво од председника и особља, а затим од Одбора гувернера и коначно од Управног одбора. Структура банке се временом мењала због забринутости око конкуренције унутар институције. У ствари, почетком 90-их година постојале су две различите банкарске дивизије (с једне стране, трговачко банкарство се односило на приватни сектор, а са друге стране развојно банкарство које је углавном радило са јавним сектором). Сходно томе, дошло је до спајања два одељења у једнo, замењујући ову структуру другом, након чега се банка поделила са седам регионалних одељења за полисе и земљу.

### Управни одбор
Представници сваке државе чланице чине овај одбор, и они имају управна овлашћења.
Управни одбор се састоји од 23 члана које бира Одбор гувернера. Ови чланови не могу бити у одбору гувернера. Његова функција је да усмерава опште пословање банке, а посебно:
- Одобравање буџета;
- У складу са Управним одбором, утврђивање политика и доношење других одлука, кредита, инвестиција,...;
- Припрема рада Управног одбора;
- Годишње подношење ревидираних рачуна Управном одбору на одобрење.

### Председник
EBRD се састоји од многих чланица са правом гласа, од европских и неевропских држава до чланства у другим институцијама као што је Европска инвестициона банка, међутим, у зависности од географске локације сваке чланице, права гласа се разликују. Тачније, већинско право гласа имају европски и остали чланови кредитори. EBRD је на почетку била у власништву више од 40 чланица; 2015. године број земаља које су је поседовале био је 61; а од марта 2022. године власништво је имала 71 држава.
Следећи председници су служили EBRD до данас (од марта 2022.).
- Жак Атали: април 1991 – јун 1993
- Жак де Ларосјер: септембар 1993 – јануар 1998
- Хорст Келер: септембар 1998 – април 2000
- Жан Лемијер: јул 2000 – јул 2008
- Томас Миров: јул 2008 – јул 2012
- Сума Чакрабарти: јул 2012 – јул 2020
- Одил Рено-Басо: 2020 – данас

### Чланство
Да би постала чланица банке, држава мора да задовољи захтеве EBRD статута. Ови чланови предвиђају да држава може постати држава чланица само ако је држава у Европи или неевропска чланица ММФ-а. Институције попут Европске уније и EIB такође учествују у пословању банака. Од свог оснивања, EBRD се скоро удвостручила у броју чланова. Последње су приступиле банци земље које се налазе у Африци.

## Јавно банкарство
EBRD је јавна банка, што значи да су јавне институције као што су државе акционари у тим институцијама. Прецизније, јавне финансијске институције су веома ефикасно контролисане од стране јавних органа (више од 50%), док у институцијама са јавним учешћем, јавне власти нису већински акционари. Јавне банке су биле посебно укључене у економску транзицију бивших совјетских република и земаља централне и источне Европе пошто приватне банке и други извори финансирања нису желели да инвестирају из разлога попут макроекономских потешкоћа тих земаља, као и политичких разлога везаних за неадекватну стабилност земље на пример.

### Однос са EIB
У контексту инвестиционог банкарства Европске уније, EBRD и EIB су биле укључене у ривалство у вези са статусом „главне развојне банке ЕУ“. Највеће критике на рачун EBRD-а у овој ситуацији односе се на чињеницу да су земље које нису чланице ЕУ такође важни акционари, док је EIB у потпуности у власништву ЕУ. У скорије време, још један извор ривалства био је око постајања нове „Европске банке за климу и одрживи развој (ECSDB).

### Јавне банке и пандемија Ковида-19
У скорије време, од почетка пандемије Ковида-19, утицај и улога јавних банака су се повећали јер су постале важни актери одговора на економски опоравак. Што се тиче Европске банке за обнову и развој, она је у периоду од 2020. до 2021. године финансирала 21 милијарду евра. Тачније, успостављен је њен сопствени пакет у оквиру опсега отпорности, Програма олакшице трговине и Програма подршке виталној инфраструктури итд. Само у 2020. години уложила је 11 милијарди евра у оквиру 411 пројеката, што одговара порасту од 10% у односу на 2019. 72% њених инвестиција је примио приватни сектор. Штавише, због овог специфичног контекста, EBRD је неке од својих операција фокусирала на секторе осим зелених инвестиција, што значи да је фокусирала само 29% својих инвестиција у овој области (у поређењу са 46% у 2019.).

## Одрживост животне средине
EBRD је јединствена међу развојним банкама из два разлога. Прво, то је била прва мултилатерална развојна банка која је у својој повељи имала изричит мандат за заштиту животне средине (од 1995. године), и друго, по томе што неће финансирати експлоатацију термалног угља и производњу електричне енергије на угаљ због њиховог утицаја на животну средину.
| Година | Укупна инвестиција | GET инвестиција   | Коефицијент | Извор  |
| ------ | ------------------ | ----------------- | ----------- | ------ |
| 2016   | 9,4 милијарди EUR  | 2,9 милијарди EUR | 31%         | [ 20 ] |
| 2017   | 9,7 милијарди EUR  | 4,1 милијарди EUR | 43%         | [ 21 ] |
| 2018   | 9,5 милијарди EUR  | 3,3 милијарди EUR | 36%         | [ 22 ] |
| 2019   | 10,1 милијарди EUR | 4,6 милијарди EUR | 46%         | [ 23 ] |

EBRD се обавезала, пре Париског споразума из 2015, да ће до 2020. године посветити преко 40 одсто свог финансирања зеленим инвестицијама. Овај циљ је први пут остварен 2017. године. С обзиром да је Русија заправо највећи донатор Фонда за подршку NDEP за животну средину унутар банке, са укупним доприносима од 60 милиона евра. Исте 2015. године Русија је донирала 5 милиона евра.